# Жизнь Анри Брюлара
«Жизнь Анри Брюлара» (фр. Vie de Henry Brulard) — автобиографическая повесть французского писателя Стендаля, написанная в 1835—1836 годах и опубликованная в 1890 году, спустя полвека после смерти автора.

## Содержание
В «Жизни Анри Брюлара» Стендаль рассказывает от первого лица, не заботясь о композиции, о своём детстве и юности до переезда в Милан. Его ранние годы прошли в Гренобле. В семь лет будущий писатель потерял мать — единственного по-настоящему близкого человека. Он не любил отца, ревновал его к тётке Серафи, которую ненавидел. Позже семья «Анри Брюлара» переехала в Париж, и главный герой быстро разочаровался в этом городе.

## Восприятие
«Жизнь Анри Брюлара» была опубликована только в 1890 году, через 48 лет после смерти автора. Сам Стендаль писал издателю, что «за исключением стиля, это почти „Исповедь“ Жан- Жака Руссо, но более откровенная». При этом исследователи констатируют, что с точки зрения жанра «Жизнь Анри Брюлара» не сводится к автобиографии: в ней заметны элементы романа.